# デデド
デデド（英:Dededo、チャモロ語:Dedidu）はアメリカ合衆国グアム島内で最大の都市である。2004年に行われたアメリカ合衆国の国勢調査によると人口は約46,000人と推計されている。立地は島内北部の珊瑚礁に囲まれた台地である。

## 概要

### 地名について
語源
デデドという名前の起源は明確にされていない。「2インチ」に対するチャモロ語の語「dededo」であるという説、あるいは「足のかかと」を意味する語の「dedeggo」であるという説、そして「つま先立ち」を意味する「deggo」であるという説がある。

## 地理

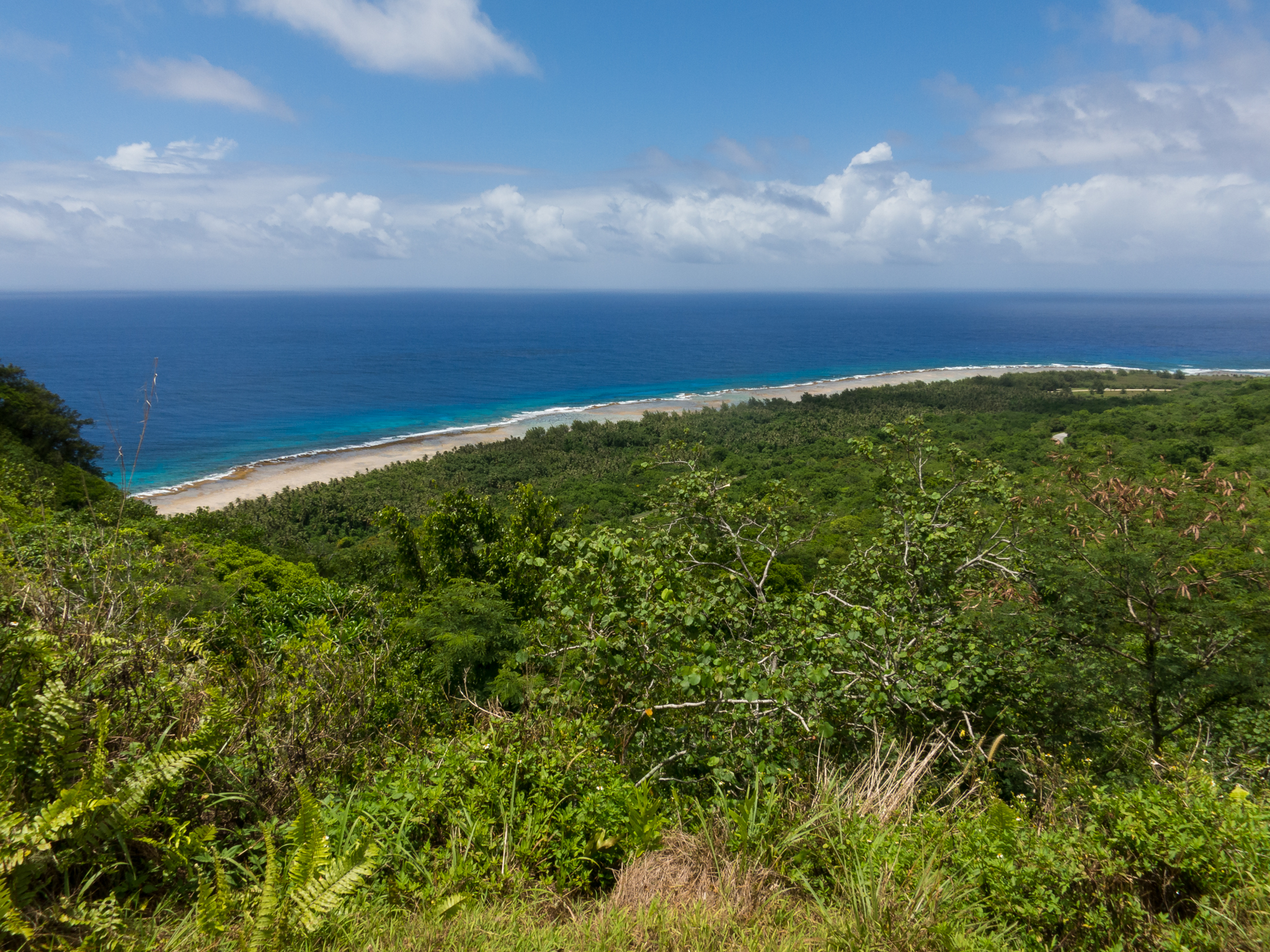
グアム最北端のリティディアン岬方面

デデドは島の人口の中心とも言える町で、島の北中部に位置している。面積は、グアム島全体の209平方マイル (540 km2)のうちの約30平方マイル (78 km2)ほどを占めている。

### 地形について

#### 山地
主な丘陵
- マチェチェ丘陵（Macheche Hill）

#### 海岸
主な岬
- 恋人岬
- リティディアン岬 - グアム最北端の岬

## 歴史について
第二次世界大戦以前、デデドの村はマチェチェ丘陵（Macheche Hill）の下に位置していた。デデドが主要な町として発展したのは、大戦後にアメリカ海軍が、戦争難民となっていたグアム島民や他島からグアムの開発のためにやって来た労働者向けに住宅を建設したことがきっかけであった。
- 1962年 - 台風が島を襲った際は、嵐によって避難を余儀なくされた島民のために、デデドに「カイザー部門」（the Kaiser subdivision）が設立された。このことにより住宅の分譲が進み、町の人口増加は加速していった。

## 国家機関について

### 空軍基地について
- アンダーセン空軍基地

### 海兵隊基地について
- キャンプ・ブラズ

## 施設について

### 図書館
公立
- デデド図書館（Dededo Library）[5]

## 対外関係

### 姉妹都市・提携都市
- イロイロ（フィリピン共和国 イロイロ州）

## 経済について

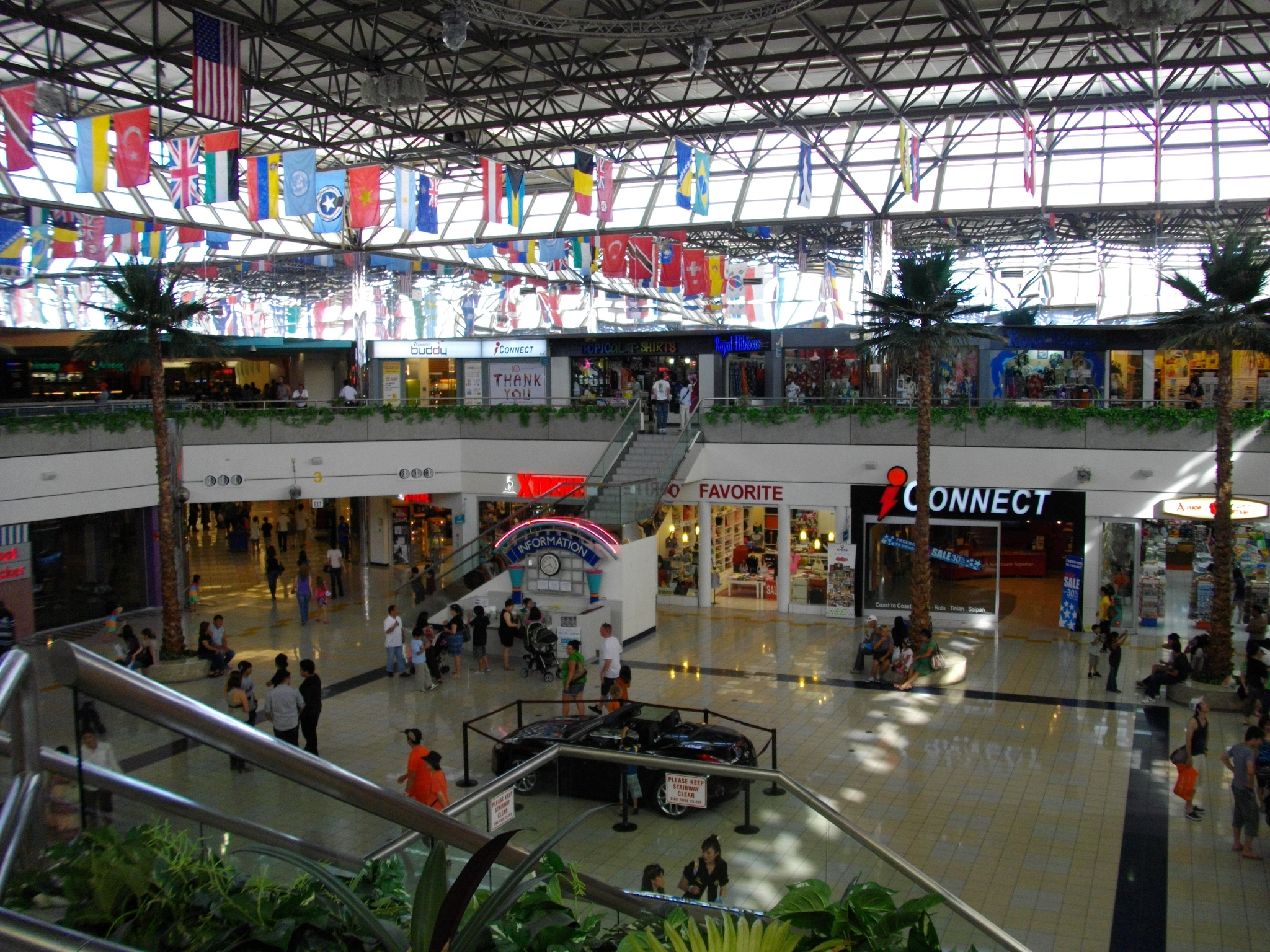
マイクロネシアモール

### 第三次産業

#### 商業
主な商業施設
- マイクロネシアモール

#### 観光業
海岸部にビーチや恋人岬などの観光地がある。

## 教育について

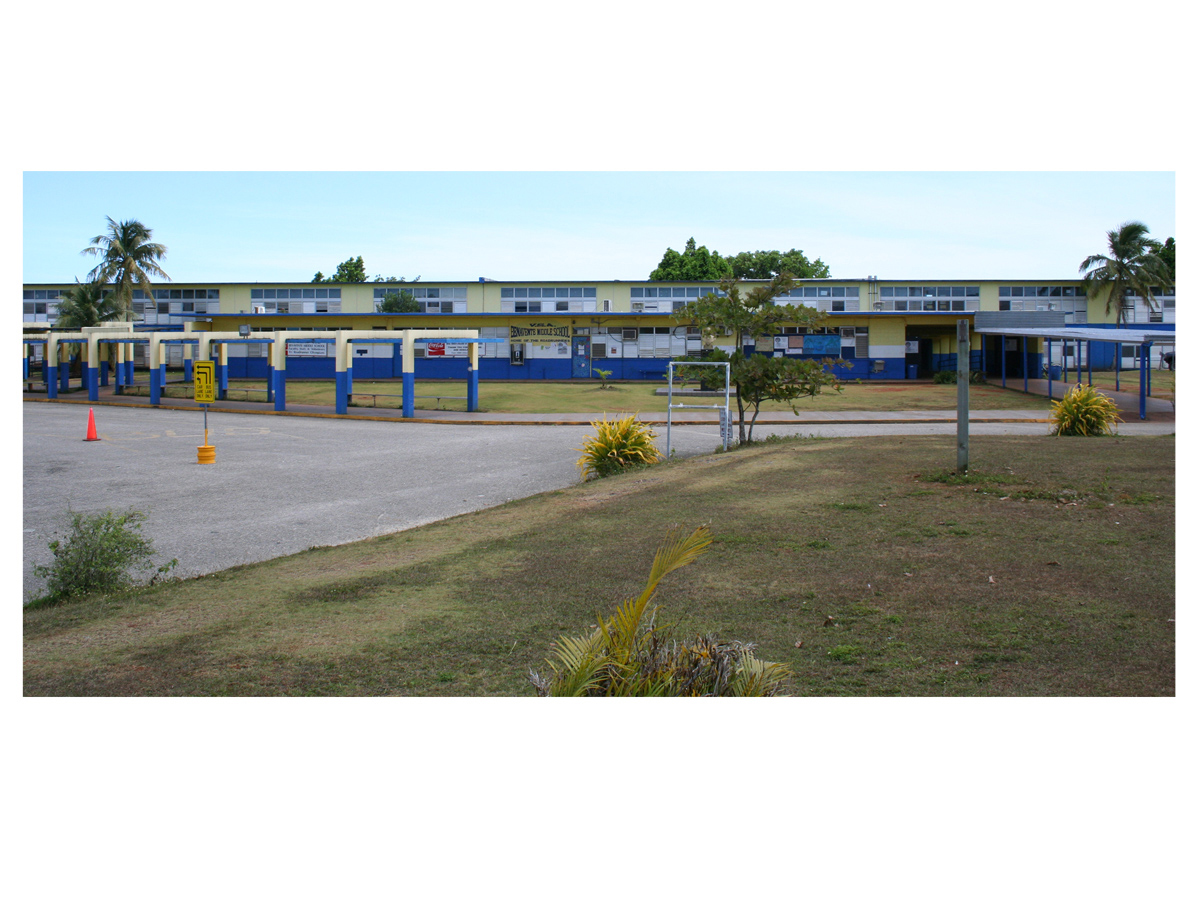
ヴィンセンテ・S・A・ベナヴェンテ中学校

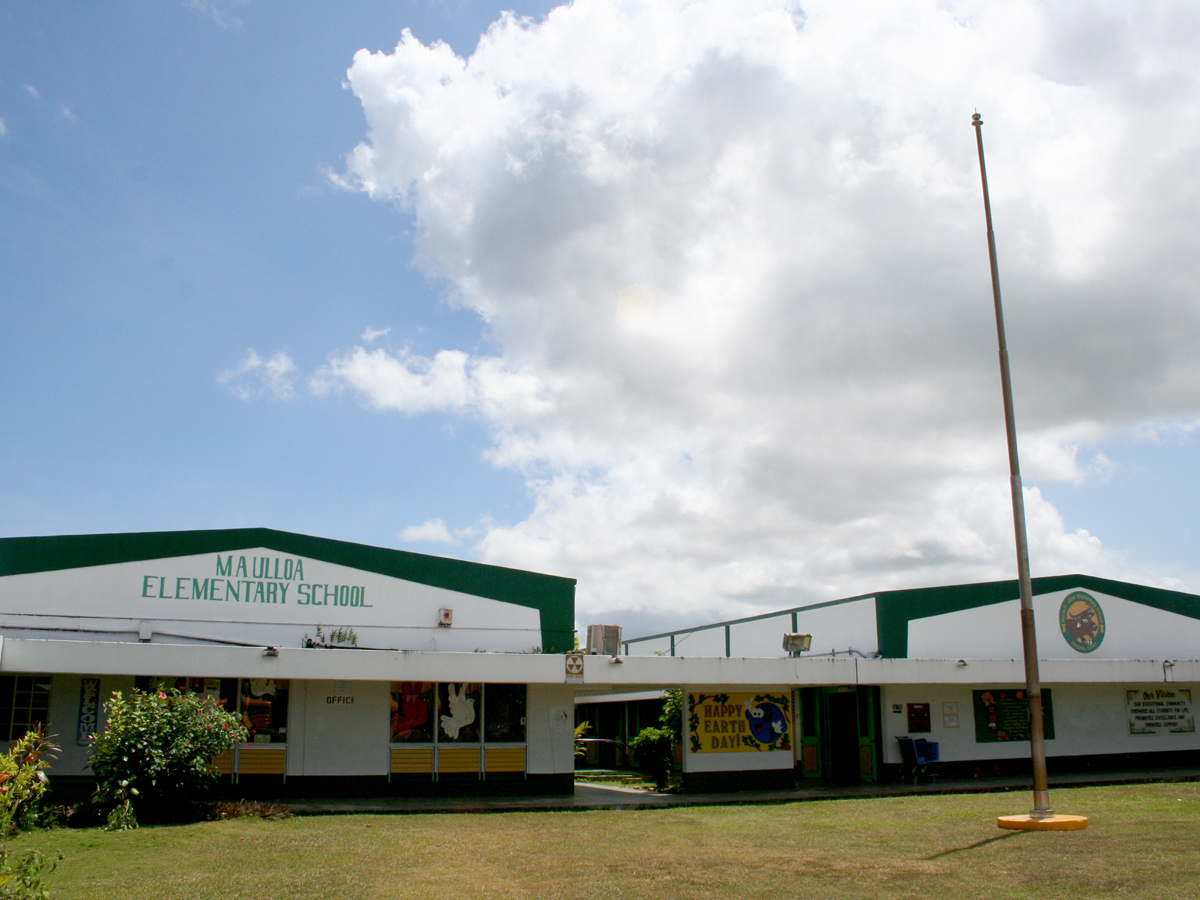
マリア・A・ウリョア小学校

### 高等学校
公立
- オコド高等学校（Okkodo High School）（2008年8月21日開校[6]）

### 中学校
公立
- ヴィンセンテ・S・A・ベナヴェンテ中学校（Vicente S.A. Benavente Middle School）
- アスツンボ中学校（Astumbo Middle School）（2008年8月21日開校[6]）

### 小学校
公立
- アダカオ小学校（Adacao Elementary School）（2009年9月2日開校[7]）
- アスツンボ小学校（Astumbo Elementary School）
- フィネガヤン小学校（Finegayan Elementary School）
- ファン・M・ゲレロ小学校（Juan M. Guerrero Elementary School）
- ライガン小学校（Liguan Elementary School）（2008年8月21日開校[6]）
- マリア・A・ウリョア小学校（Maria A. Ulloa Elementary School）
- ウェテンゲル小学校（Wettengel Elementary School）

### その他の学校
私立
- サンタ・バーバラ・カトリック・スクール（Santa Barbara Catholic School）

## 交通について

### 道路

#### ハイウェイ
- グアムハイウェイ1号線（GH1）
- グアムハイウェイ26号線（GH26）
- グアムハイウェイ27号線（GH27）
  - グアムハイウェイ27号線（GH27A）
- グアムハイウェイ28号線（GH28）

## 観光について

### 名所・旧跡
主な遺跡
- ラッテ・ストーン公園 - グアムにおけるチャモロ族のラッテ・ストーンが残る公園

主な教会
- サンタ・バーバラ教会

### 観光スポット
- 恋人岬
- マイクロネシアモール
- リティディアン岬 - グアム最北端の岬

## ギャラリー

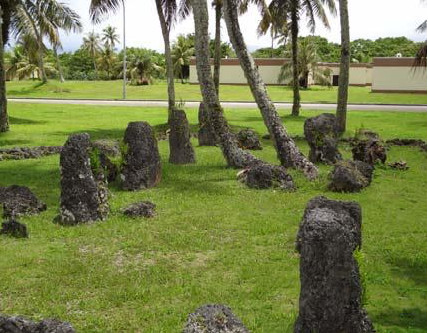
南フィネガヤン地区にあるラッテ・ストーン公園
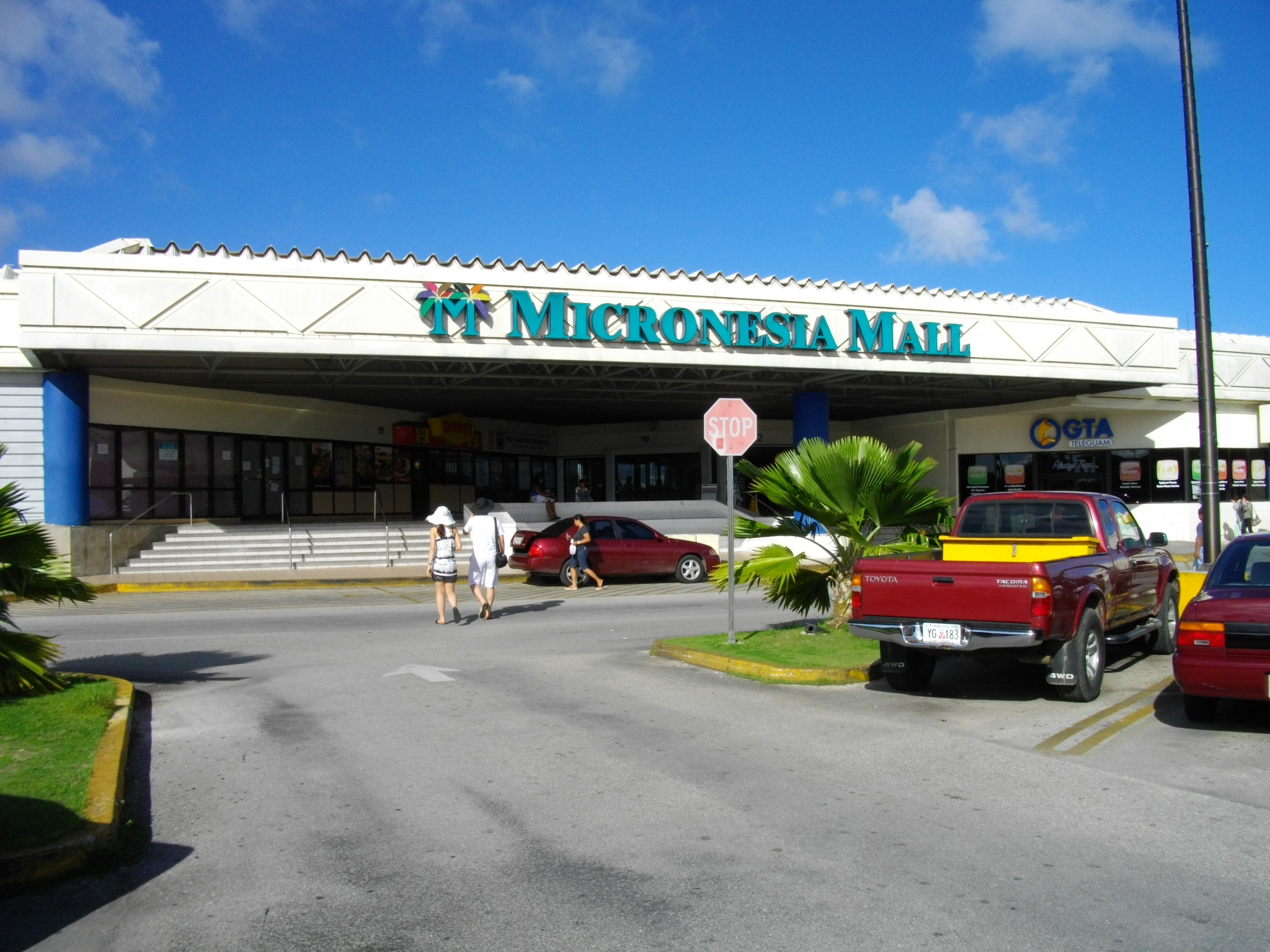
マイクロネシアモール
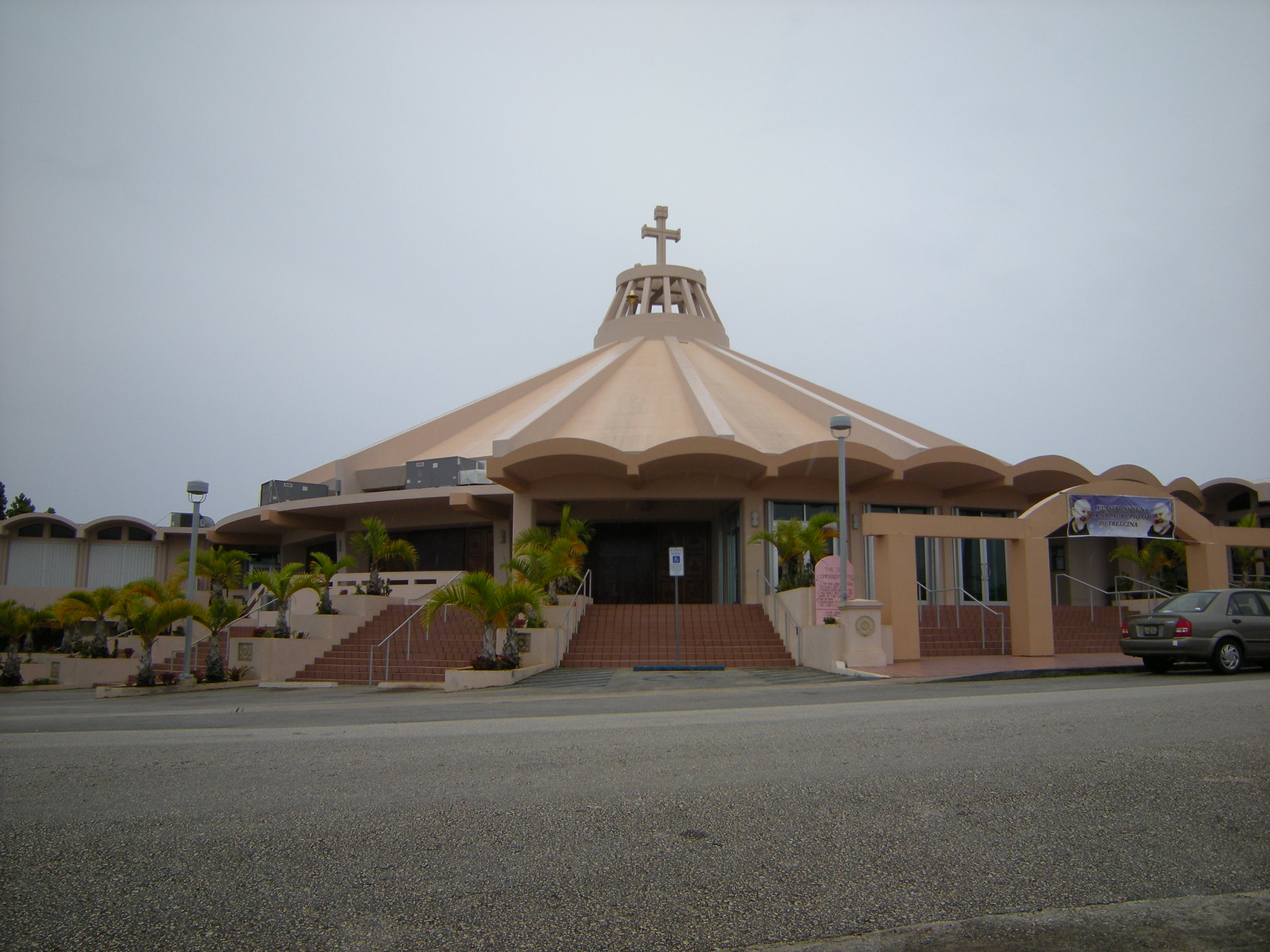
サンタ・バーバラ教会
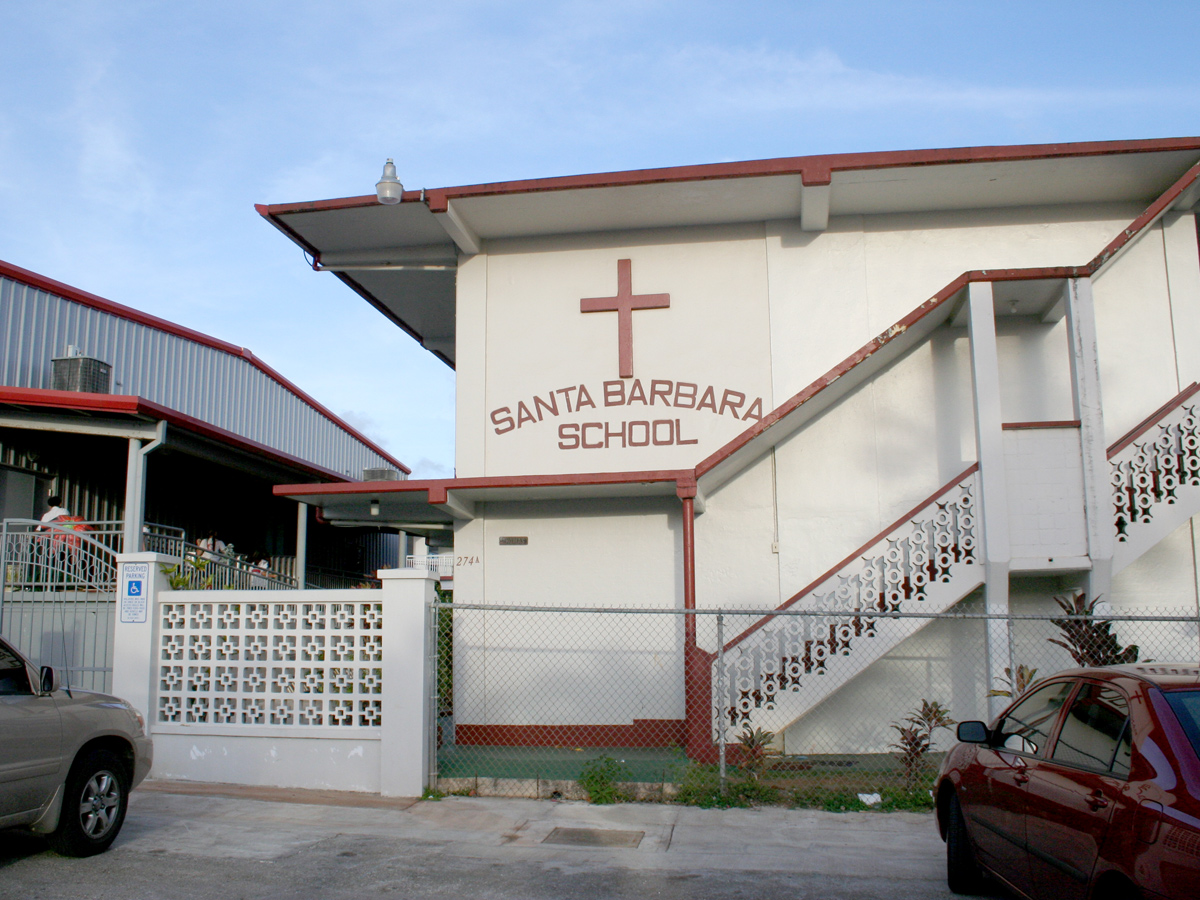
サンタ・バーバラ・スクール
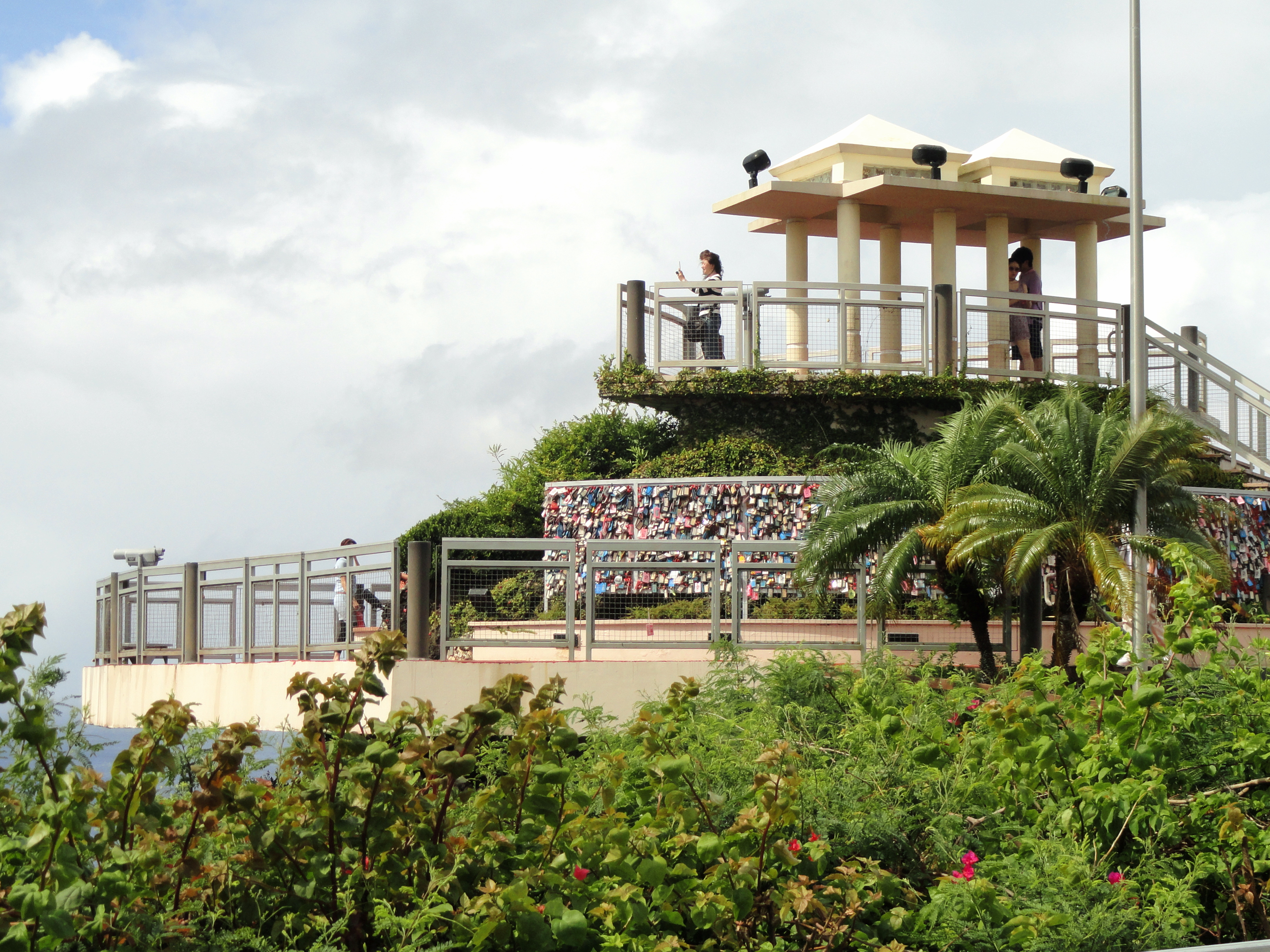
恋人岬（Two Lovers Point）